# 安永和彦
安永 和彦（やすなが かずひこ、1960年7月16日 - ）は広島県出身の俳優である。身長162cm、体重56kg、血液型はAB型。

## 出演
- 命あるかぎり
- 注文の多い料理店
- アシッドダイヤリー
- 月曜ドラマスペシャル　金田一耕助シリーズ『獄門島』（1997年5月5日、TBS）
- 舞台「居酒屋『夢の郷』殺人事件2022春」～勝者の書いた歴史は真実か～　2022年３月　元刑事：遠山金三
- 舞台「いつかまた逢える」～明日吹く風のために…～　2023年３月　板前：遠山金三
- 舞台「いつかまた逢える」～二十歳の約束～　2023年７月　板前：遠山金三

## 映画
- 偶然の殺人者
- 初体験物語